# شاين ماير
شاين ماير (بالإنجليزية: Shane Meier)‏ (و. 1977 – م) هو ممثل، وممثل أفلام، من كندا، ولد في ساسكاتون.

## وصلات خارجية
- شاين ماير على موقع IMDb (الإنجليزية)
- شاين ماير على موقع ألو سيني (الفرنسية)
- شاين ماير على موقع أول موفي (الإنجليزية)
- شاين ماير على موقع قاعدة بيانات الأفلام السويدية (السويدية)
- شاين ماير على موقع قاعدة بيانات الفيلم (الإنجليزية)
- شاين ماير على موقع كينوبويسك (الروسية)